# Tanguy Nianzou
Tanguy-Austin Nianzou Nianzou, född 7 juni 2002, är en fransk fotbollsspelare som spelar för Sevilla.

## Klubbkarriär

### Paris Saint-Germain
Nianzou kom till Paris Saint-Germains akademi som 14-åring. Nianzou debuterade för A-laget i Ligue 1 den 7 december 2019 i en 3–1-vinst över Montpellier, där han blev inbytt i den 25:e minuten mot Idrissa Gueye. Fyra dagar senare gjorde Nianzou sin första match som startspelare i en Champions League-match mot Galatasaray (5–0-vinst).
Nianzou gjorde sitt första mål den 22 januari 2020 i en 3–0-vinst över Reims i Franska ligacupen. Målet han gjorde var PSG:s 4000:e mål genom tiderna. Den 15 februari 2020 gjorde Nianzou sina två första mål i Ligue 1 i en 4–4-match mot Amiens.

### Bayern München
Den 1 juli 2020 värvades Nianzou av tyska Bayern München, där han skrev på ett fyraårskontrakt.

### Sevilla
Den 17 augusti 2022 värvades Nianzou av spanska Sevilla, där han skrev på ett femårskontrakt.

## Landslagskarriär
Nianzou innehar både franskt och ivorianskt medborgarskap. Han spelar för Frankrikes ungdomslandslag och var en del av truppen som nådde semifinal vid U17-EM 2019. Nianzou var även en del av Frankrikes trupp som tog brons vid U17-VM 2019. Han spelade i samtliga Frankrikes sju matcher och gjorde ett mål i kvartsfinalen mot Spanien.